# Video-oculografía
La video-oculografía (del verbo latino "video", vides, videre" = "ver", del latín "oculus" = "ojo" y del sufijo griego "grafía" = "imagen", es un procedimiento de exploración de la motilidad ocular. De relevancia especial en estrabología, neuro-oftalmología e investigación de los desplazamientos oculares en las diferentes situaciones y posiciones de la mirada.
Tiene como objetivo el estudio de la estática ocular, del equilibrio recíproco bi-ocular y de todos los movimientos de rotación de los ojos, con posibilidad de ser registrados gráficamente en tiempo real y medidos con extraordinaria exactitud. Terminada la prueba, hay posibilidad de visualizar simultáneamente, y a la velocidad que se desee, el movimiento realizado por ambos ojos cada cuatro centésimas de segundo, observando el progreso de la gráfica resultante. Concluida la exploración el proceso queda registrado en Diagramas y Cuadros de resultados.
El dispositivo que se utiliza para la práctica de esta coordimetría se denomina Video-oculógrafo.

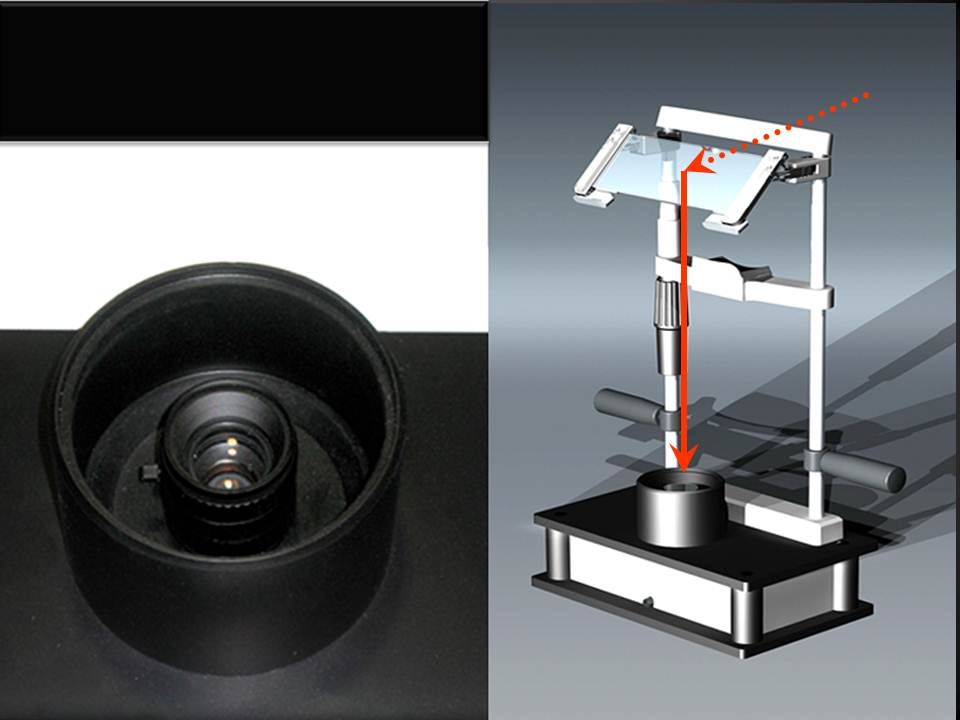
Video-oculógrafo.

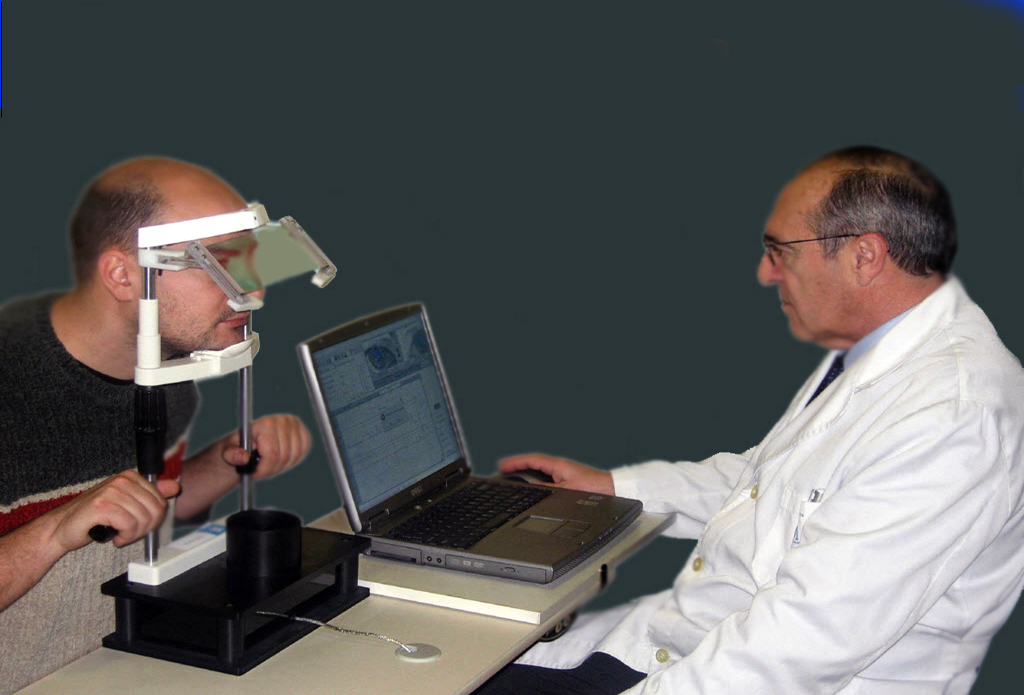
Práctica de video-oculografía.

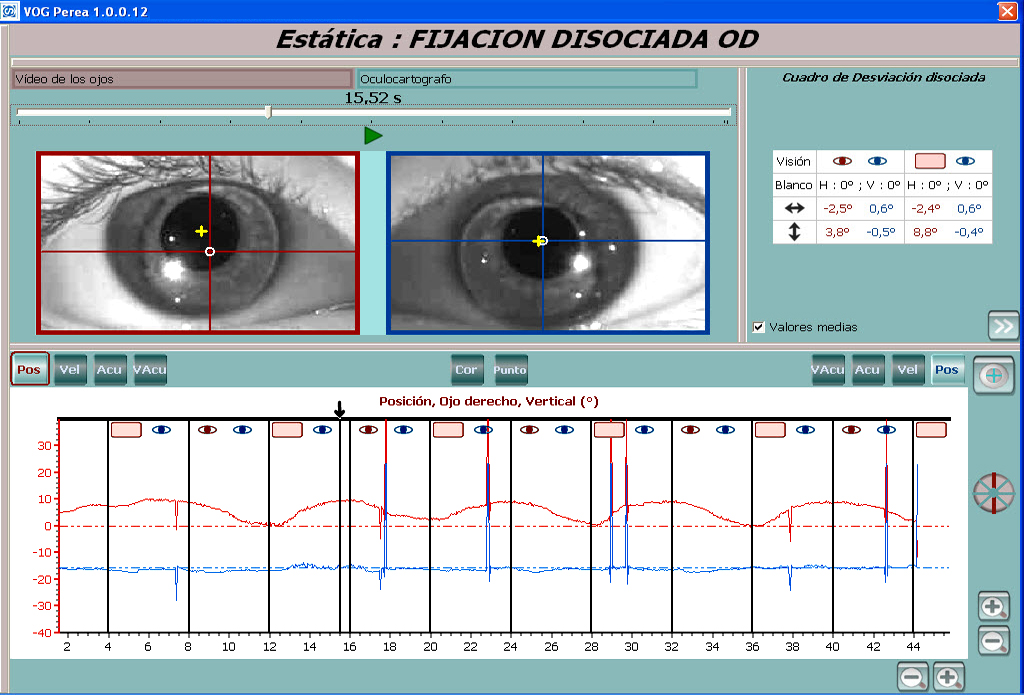
Al ocluir el OD es evidenciable el movimiento lento de elevación de este ojo, que desciende al desocluirle.

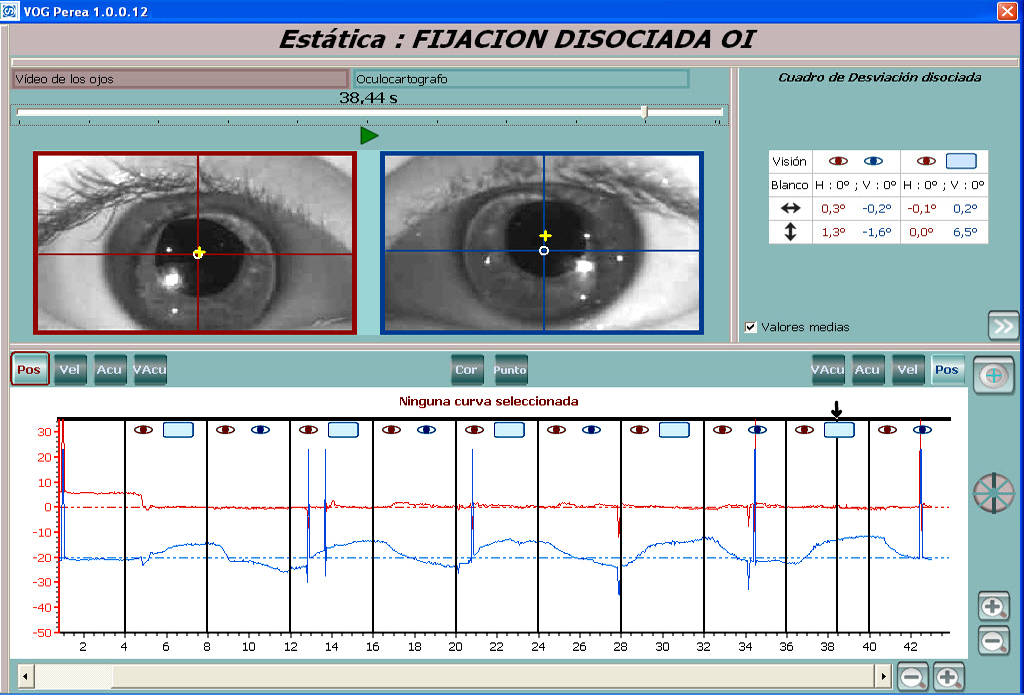
Mismo enfermo. Al ocluir el OI hay elevación lenta de este ojo (de flotación), que cede al destataparle rebasando, incluso, la línea de base.